# Villa Clara (tỉnh)
Villa Clara là một tỉnh của Cuba. Tỉnh này nằm ở vùng trung bộ của hòn đảo, giáo với Đại Tây Dương về phía bắc, tỉnh Matanzas về hướng tây, Sancti Spiritus về hướng đông, và Cienfuegos về hướng nam. Villa Clara có chung giáp giới với dãy núi Escambray về hướng nam cùng với Cienfuegos và Sancti Spiritus. Các thành phố chính là Santa Clara (thủ phủ), Sagua La Grande, Placetas, Camajuani, Remedios và Caibarién.
Các tỉnh Cienfuegos, Sancti Spíritus, và Villa Clara đã từng là bộ phận của tỉnh cũ Las Villas, nhưng Villa Clara đôi khi vẫn được gọi là "Las Villas". Santa Clara là thủ phủ tỉnh Las Villas.
Mía đường, một mặt hàng mà nền kinh tế Cuba dựa vào trước đây cũng từng là mặt hàng chủ lực của tỉnh này với nhiều nhà máy đường nhưng hiện nhiều nhà máy đường đã đóng cửa và nền kinh tế đang chuyển dịch sang kinh doanh du lịch ở các khu vực cayo phía bắc. Mía đường và thuốc lá là hoạt động quan trọng thứ hai của tỉnh này.

## Khu tự quản
| Khu tự quản       | Dân số (2004) | Diện tích (km²) | Tọa độ                                        | Ghi chú |
| ----------------- | ------------- | --------------- | --------------------------------------------- | ------- |
| Caibarién         | 38064         | 212             | 22°30′57″B 79°28′20″T / 22,51583°B 79,47222°T |         |
| Camajuaní         | 63544         | 614             | 22°28′5″B 79°43′25″T / 22,46806°B 79,72361°T  |         |
| Cifuentes         | 33391         | 512             | 22°37′15″B 80°03′57″T / 22,62083°B 80,06583°T |         |
| Corralillo        | 27571         | 843             | 22°59′9″B 80°34′58″T / 22,98583°B 80,58278°T  |         |
| Encrucijada       | 33641         | 345             | 22°37′2″B 79°51′58″T / 22,61722°B 79,86611°T  |         |
| Manicaragua       | 73370         | 1063            | 22°09′1″B 79°58′34″T / 22,15028°B 79,97611°T  |         |
| Placetas          | 71837         | 601             | 22°18′58″B 79°39′19″T / 22,31611°B 79,65528°T |         |
| Quemado de Güines | 22590         | 338             | 22°47′24″B 80°15′21″T / 22,79°B 80,25583°T    |         |
| Ranchuelo         | 59062         | 556             | 22°20′10″B 80°06′46″T / 22,33611°B 80,11278°T |         |
| Remedios          | 46482         | 560             | 22°29′32″B 79°32′44″T / 22,49222°B 79,54556°T |         |
| Sagua la Grande   | 56097         | 661             | 22°48′32″B 80°04′15″T / 22,80889°B 80,07083°T |         |
| Santa Clara       | 237581        | 514             | 22°24′20″B 79°57′14″T / 22,40556°B 79,95389°T | Tỉnh lỵ |
| Santo Domingo     | 53840         | 883             | 22°35′1″B 80°14′18″T / 22,58361°B 80,23833°T  |         |

Nguồn: Population from 2004 Census. Area from 1976 municipal re-distribution.